# Siler niser
Siler niser — вид аранеоморфних павуків родини павуків-стрибунів (Salticidae). Описаний у 2023 році.

## Поширення
Ендемік Індії. Типові зразки павука зібрані на території кампусу Національного інституту наукової освіти та досліджень у місті Джатані штату Одіша.

## Назва
Видова назва niser є акронімом Національного інституту наукової освіти та досліджень (National Institute of Science Education and Research, NISER), на території якого виявлено вид.